# Etiopiske højland
Det etiopiske højland (også kaldet det abessinske højland) er et bjergmassiv, der strækker sig fra Etiopien til Eritrea i det nordøstlige Afrika. Det danner det største sammenhængende højlandsområde på kontinentet, hvor kun lidt af overfladen falder under 1.500 moh., mens toppene når højder på op til 4.550 moh.  Det kaldes undertiden "Afrikas tag" på grund af dets højde og store areal.  Denne hævede overflade deles diagonalt af det store østafrikanske riftsystem, der strækker sig fra Syrien gennem  de østafrikanske søer til Mozambique. Størstedelen af det etiopiske højland er en del af det centrale og nordlige Etiopien, med det eritreiske højland som den nordligste del.

## Historie
I de sydlige dele af det etiopiske højland lå engang Kongeriget Kaffa, en stat fra middelalderen og tidlig moderne tid, hvorfra kaffeplanten blev eksporteret til den arabiske halvø. Landet i det tidligere kongerige er bjergrigt med skovområder. Det er meget frugtbart og man kan høste tre gange om året. Udtrykket kaffe stammer fra det Arabiske قهوة (qahwah) og spores tilbage til Kaffa.

## Geografi
Højlandet er opdelt i en nordvestlig og sydøstlig del af den store etiopiske rift (en)  som indeholder en række saltsøer. Den nordvestlige del, kendt som det abessinske massiv, omfatter Semienbjergene, hvoraf en del udgør Simienbjergenes nationalpark. Dens top, Ras Dashen der med 4.550 moh. er den højeste top i Etiopien. Tanasøen, der er kilden til Den Blå Nil, ligger også i den nordvestlige del af det etiopiske højland.
Den sydøstlige del er kendt som Harar-massivet. Det er afgrænset i vest af Rift Valleys forkastningslinje, i øst af Ogadenlavlandet og i syd af Elkerie- og Borena-lavlandet. Dets højeste tinder ligger i Balezonen i Etiopiens Oromia-region. Balebjergene, der også er udpeget som nationalpark, er næsten lige så høje som Semienbjergene. Bjergkæden omfatter tinder på over 4.000 m. Blandt disse er Mount Tullu Demtu (4.337 moh.), som er det næsthøjeste store uafhængige bjerg i Etiopien, og Mount Batu (4.307 m).
De fleste af landets større byer ligger i en højde af omkring 2.000 til 2.500 meter over havets overflade. over havets overflade, herunder  Etiopiens hovedstad og største by, Addis Abeba, og historiske hovedstæder som Gondar og Axum.

## Økologi
Det etiopiske højland har en flora og fauna, der ligner andre bjergrige regioner i Afrika,  kendt som afromontane, men siden den sidste istid har regionen været bevokset med en vis eurasisk (palæarktisk) flora. Habitaterne er noget forskellige på begge sider af Great Rift Valley, som deler højlandet.
I de lavereliggende områder er omgivet af tropiske savanner og græsarealer, herunder den saheliske akaciesavanne mod nordvest og den østsudanske savanne mod vest.
Højlandet er opdelt i tre forskellige økoregioner, adskilt  ved forskellig højde. De etiopiske montane skove ligger mellem 1.100 og 1.800 meters højde over lavlandsgræsarealer og savanner og strækker sig til områder med lignende habitat i Eritrea, Sudan og Djibouti. Dette skovbælte har adskillige naturlige plantesamfund, men er hovedsageligt blevet kraftigt græsset og omdannet til landbrugsmæssig brug nu. Kolla er et åbent skovområde, der findes i lavere højder, og er domineret af arter af Terminalia, Commiphora, Boswellia og Acacia. Weyna dega er et skovområde, der findes i fugtigere og højereliggende områder, domineret af nåletræerne Afrocarpus gracilior og Juniperus procera. Den nedre del af Harenna-skoven er et tydeligt skovsamfund med en åben krone af Warburgia ugandensis, Croton macrostachyus, Syzygium guineense og Afrocarpus gracilior, med vild kaffe (Coffea arabica) som den dominerende underskovsbusk. De sydvestlige vinde bringer regn fra maj til oktober, og der kommer fugt fra Det Røde Hav mod øst året rundt.
De etiopiske bjerggræsarealer og skovområder er den største af højlandsøkoregionerne og dækker området mellem 1.800 og 3.000 meters højde. Den naturlige vegetation var lukket skov i fugtigere områder og græsarealer, busklandskab og krat i tørrere områder. Disse bjergskråninger har dog god frugtbar jord og er tæt befolket, hovedsageligt af landbrugssamfund, så det meste af regionen er blevet omdannet til landbrug med kun et par områder med naturlig vegetation tilbage. Byområder  økoregionen omfatter: Etiopiens hovedstad Addis Abeba, Amhara-regionens hovedstad Bahir Dar med dens ø-klostre ved Tana-søen, den gamle befæstede by Harar, kurbyen Ambo,  den største by i det sydvestlige Jimma, købstaden Nekemte og hovedstaden i Tigray-regionen, Mek'ele. Awash Nationalpark huser ud over en lang række dyrearter, 453 arter af fugle.
Over 3.000 meters højde ligger de høje etiopiske montane hedeområder, den største afroalpine region i Afrika. De ligger over trægrænsen og består af græs- og hedelandskaber med urter og nogle buske, der har tilpasset sig højderne. I Etiopien findes afroalpine og subafroalpine vegetationer i højlandet Semein og højlandet Bale.